# Striga macrantha
Striga macrantha là loài thực vật có hoa thuộc họ Cỏ chổi. Loài này được (Benth.) Benth. miêu tả khoa học đầu tiên năm 1846.